# Anthrax desertorum
Anthrax desertorum är en tvåvingeart som beskrevs av Paramonov 1935. Anthrax desertorum ingår i släktet Anthrax och familjen svävflugor. Inga underarter finns listade i Catalogue of Life.